# Estrato (linguística)
Na linguística, um estrato ou estratos (do latim stratum, significando camada) é uma língua que influencia ou é influenciada por outra através de contacto. Um substrato é uma língua que tem menor poder ou influência do que outra, enquanto um superestrato é uma língua que tem maior presença ou influência. Substrato e superestrato influenciam-se mutuamente, mas de formas diferentes. Um adstrato refere-se a uma linguagem que está em contato com outro idioma de uma população vizinha, sem por isso ter uma influência identificável maior ou menor.

## Dinâmica
Estes termos referem-se à situação em que uma linguagem intrusiva se estabelece no território de outra, geralmente como resultado de uma migração. As situações em que ocorre o superestrato (a língua local persiste e a língua intrusiva desaparece) ou o substrato (a língua local desaparece e a linguagem intrusiva persiste) só serão evidentes após várias gerações, tempo ao longo do qual a linguagem intrusiva se mantém numa cultura de diáspora. Para a linguagem intrusiva persistir (caso do substrato), a população imigrante precisará assumir a posição política de elite ou imigrar em número significativo em relação à população local. (Isto é, a intrusão qualifica-se como uma invasão ou colonização, um exemplo seria o latim do Império Romano originando as línguas românicas fora da península Itálica, sobrepondo-se às línguas paleo-hispânicas, como a língua lusitana). O caso do superestrato refere-se a populações elites populacionais que acabam por adotar a linguagem local (por exemplo os suevos e visigodos na península Ibérica, que acabaram por abandonar os seus dialetos germânicos em favor dos românicos).

## Exemplos
| Região                | Língua resultante                                         | Substrato / língua original | Superestrato                                         | Superestrato resultante de                                                                                              |
| --------------------- | --------------------------------------------------------- | --- | ---------------------------------------------------- | --- |
| Bielorrússia e Rússia | Língua bielorrussa e dialectos russos do Sul              | Línguas bálticas locais | Antigas línguas eslavas orientais                    | Expansão eslava |
| Líbano                | Árabe libanês                                             | Aramaico ocidental e língua fenícia                                                                                                   | Árabe clássico                                       | Árabes durante a expansão islâmica                                                                                      |
| Síria                 | Árabe sírio                                               | Aramaico ocidental | Árabe clássico                                       | Árabes durante a expansão islâmica                                                                                      |
| Palestina/Israel      | Árabe levantino                                           | Aramaico ocidental | Árabe clássico                                       | Árabes durante a expansão islâmica                                                                                      |
| Egito                 | Árabe egípcio                                             | Língua copta e língua núbia | Árabe clássico                                       | Árabes durante a expansão islâmica                                                                                      |
| Argélia               | Árabe argelino                                            | Línguas berberes e língua púnica | Árabe clássico                                       | Árabes durante a expansão islâmica                                                                                      |
| Líbia                 | Árabe líbio                                               | Língua púnica, língua copta e línguas berberes                                                                                        | Árabe clássico                                       | Árabes durante a expansão islâmica                                                                                      |
| Marrocos              | Árabe marroquino                                          | Línguas berberes | Árabe clássico                                       | Árabes durante a expansão islâmica                                                                                      |
| Sudão                 | Árabe sudanês                                             | Línguas núbias e outras línguas africanas                                                                                             | Árabe clássico                                       | Árabes durante a expansão islâmica                                                                                      |
| Tunísia               | Árabe tunisino                                            | Língua púnica e línguas berberes | Árabe clássico                                       | Árabes durante a expansão islâmica                                                                                      |
| Arábia Saudita        | Árabe saudita                                             | Línguas semíticas meridionais, aramaico ocidental, aramaico oriental e língua copta                                                   | Árabe clássico                                       | Árabes durante a expansão islâmica                                                                                      |
| Iémen                 | Árabe iemenita                                            | Línguas semíticas meridionais | Árabe clássico                                       | Árabes durante a expansão islâmica                                                                                      |
| Lapónia               | Línguas lapônicas                                         | Línguas europeias antigas locais | línguas Proto-fínicas                                | |
| Singapura             | Mandarim de Singapura                                     | Dialectos chineses do Sul: Min Nan, teochew, cantonês, hainanês                                                                       | Mandarim padrão                                      | Governo de Singapura durante campanha para falar mandarim.                                                              |
| Inglaterra            | Inglês médio                                              | Inglês antigo | Francês antigo (Línguas de oïl)                      | Normandos durante a conquista normanda da Inglaterra.                                                                   |
| Irlanda               | Inglês da Irlanda                                         | Irlandês | Inglês moderno inicial                               | Ingleses durante a colonização no século XVI                                                                            |
| Espanha               | Espanhol (castelhano)                                     | Línguas paleo-hispânicas | Latim vulgar, seguido das línguas visigótica e árabe | Romanos durante o Império Romano, seguidos por germânicos durante as migrações dos povos bárbaros                       |
| Portugal              | Português                                                 | Línguas paleo-hispânicas, galaica e lusitana                                                                                          | Latim vulgar, seguido das línguas visigótica e árabe | Romanos durante o Império Romano, seguidos por germânicos durante as migrações dos povos bárbaros                       |
| França                | Francês                                                   | Língua gaulesa | Latim vulgar, seguido da língua frâncica             | Romanos durante o Império Romano, seguidos por germânicos durante as migrações dos povos bárbaros                       |
| México                | Espanhol mexicano                                         | Línguas náuatle e maias | Castelhano do século XV                              | Espanhóis durante a colonização espanhola da América do século XV                                                       |
| Chile                 | Espanhol chileno                                          | Língua mapuche, quechua e aimará | Castelhano do século XV                              | Espanhóis durante a colonização espanhola da América do século XV                                                       |
| Paraguai              | Espanhol paraguaio                                        | Língua guarani | Castelhano do século XV                              | Espanhóis durante a colonização espanhola da América do século XV                                                       |
| Peru                  | Espanhol peruano                                          | Quechua | Castelhano do século XV                              | Espanhóis durante a colonização espanhola da América do século XV                                                       |
| Argentina             | Espanhol rioplatense                                      | Italiano, francês, árabe libanês, árabe sírio, quechua e língua guarani                                                               | Castelhano do século XV                              | Espanhóis durante a colonização espanhola da América do século XV                                                       |
| Jamaica               | Inglês jamaicano                                          | Línguas africanas de escravos africanos transportados                                                                                 | Inglês moderno inicial                               | os britânicos durante o Império Britânico                                                                               |
| India                 | Inglês indiano                                            | vários substratos linguísticos indianos, especialmente a língua hindi                                                                 | Inglês moderno                                       | os britânicos durante o Império Britânico                                                                               |
| Israel                | Norma moderna israelita (não-Oriental) da língua hebraica | principalmente, o iídiche, e várias outras línguas europeias de imigrantes europeus judeus para Israel, também línguas judaico-árabes | Hebraico bíblico                                     | Judeus europeus no fim do século XIX e XX que recuperaram e re-introduziram o idioma hebreu.                            |
| Áustria               | Alemão austríaco                                          | Austro-bávaro | Alemão padrão (Hochdeutsch)                          | Imperatriz Maria Teresa da Áustria após adopção n por Gottsched do Alemão padrão (Hochdeutsch) no final do século XVIII |
| Suíça                 | Alemão padrão Suiço                                       | Alemão alemânico | Alemão padrão (Hochdeutsch)                          | Adopção do Alemão padrão (Hochdeutsch) pelas reformas da Bíblia de Zurique em 1665 e 1755                               |
| Ucrânia               | Russo ucraniano                                           | Ucraniano | Russo                                                | Domínio pelo Império Russo                                                                                              |